# Saint-Marcan
Saint-Marcan est une commune française située dans le nord-est du  département d'Ille-et-Vilaine en région Bretagne, peuplée de 432 habitants.

## Géographie

### Hydrographie
Pour un article plus général, voir Réseau hydrographique d'Ille-et-Vilaine.
La commune est située dans le bassin Loire-Bretagne. Elle est drainée par la Banche, le canal de la banche et le essai des longs sillons,,.
La Banche, d'une longueur de 23 km, prend sa source dans la commune  et se jette  dans le Guyoult à Mont-Dol, après avoir traversé six communes. 

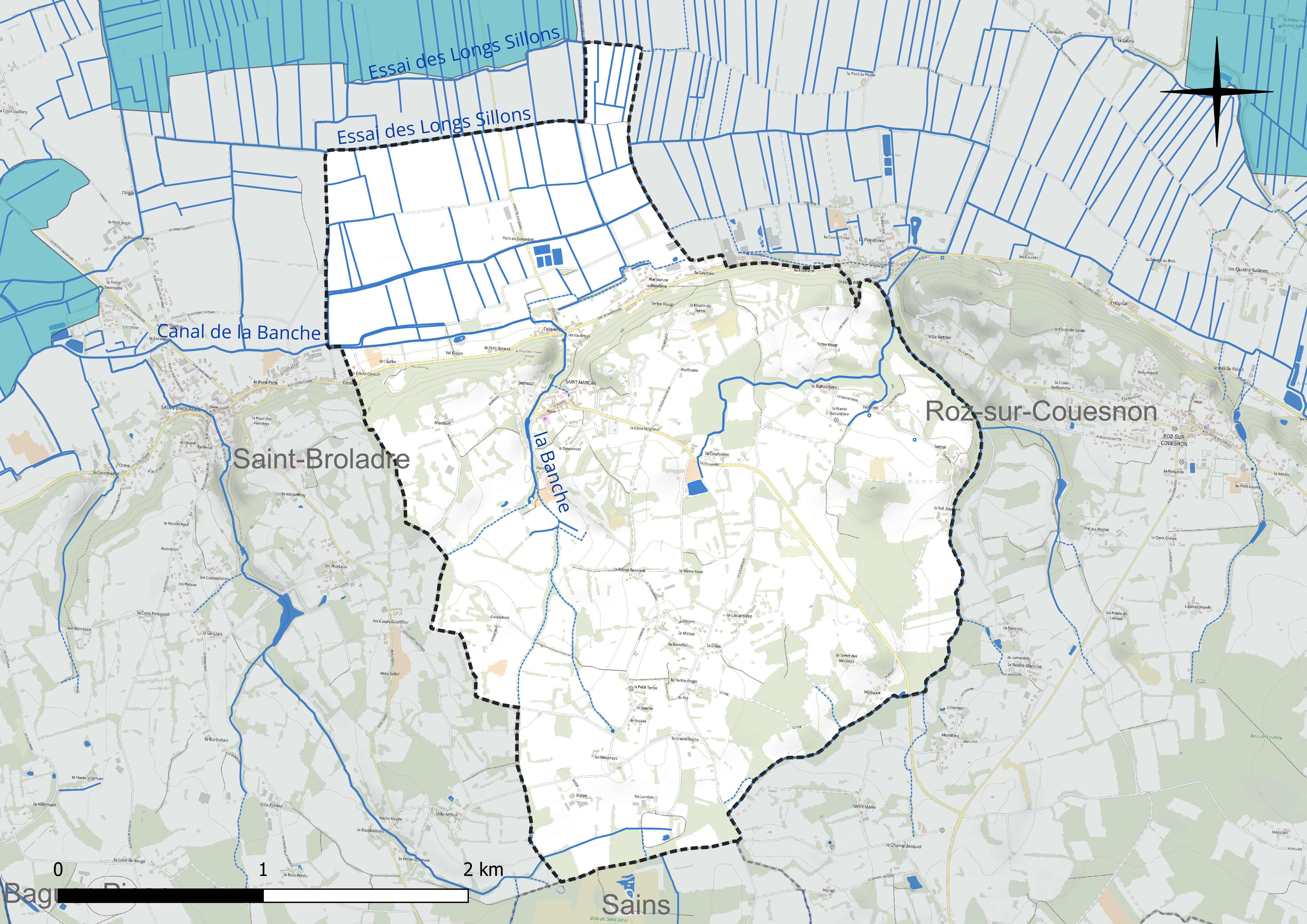
Réseau hydrographique de Saint-Marcan.

### Climat
Pour des articles plus généraux, voir Climat de la Bretagne et Climat d'Ille-et-Vilaine.
En 2010, le climat de la commune est de type climat océanique franc, selon une étude du CNRS s'appuyant sur une série de données couvrant la période 1971-2000. En 2020, Météo-France publie une typologie des climats de la France métropolitaine dans laquelle la commune est exposée à un climat océanique et est dans la région climatique  Bretagne orientale et méridionale, Pays nantais, Vendée, caractérisée par une faible pluviométrie en été et une bonne insolation. Parallèlement l'observatoire de l'environnement en Bretagne publie en 2020 un zonage climatique de la région Bretagne, s'appuyant sur des données de Météo-France de 2009. La commune est, selon ce zonage, dans la zone « Intérieur », exposée à un climat médian, à dominante océanique.  
Pour la période 1971-2000, la température annuelle moyenne est de 11,2 °C, avec une amplitude thermique annuelle de 12,2 °C. Le cumul annuel moyen de précipitations est de 910 mm, avec 13,4 jours de précipitations en janvier et 8,2 jours en juillet. Pour la période 1991-2020, la température moyenne annuelle observée sur la station météorologique la plus proche, située sur la commune de Pontorson à 10 km à vol d'oiseau, est de 11,9 °C et le cumul annuel moyen de précipitations est de 821,3 mm,. Pour l'avenir, les paramètres climatiques de la commune estimés pour 2050 selon différents scénarios d'émission de gaz à effet de serre sont consultables sur un site dédié publié par Météo-France en novembre 2022.

## Urbanisme

### Typologie
Au 1er janvier 2024, Saint-Marcan est catégorisée commune rurale à habitat dispersé, selon la nouvelle grille communale de densité à sept niveaux définie par l'Insee en 2022.
Elle est située hors unité urbaine et hors attraction des villes,.

### Occupation des sols
L'occupation des sols de la commune, telle qu'elle ressort de la base de données européenne d'occupation biophysique des sols Corine Land Cover (CLC), est marquée par l'importance des territoires agricoles (82,7 % en 2018), une proportion identique à celle de 1990 (82,7 %). La répartition détaillée en 2018 est la suivante : 
prairies (36 %), zones agricoles hétérogènes (26 %), terres arables (20,7 %), forêts (12,1 %), zones urbanisées (5,1 %). L'évolution de l'occupation des sols de la commune et de ses infrastructures peut être observée sur les différentes représentations cartographiques du territoire : la carte de Cassini (XVIIIe siècle), la carte d'état-major (1820-1866) et les cartes ou photos aériennes de l'IGN pour la période actuelle (1950 à aujourd'hui).

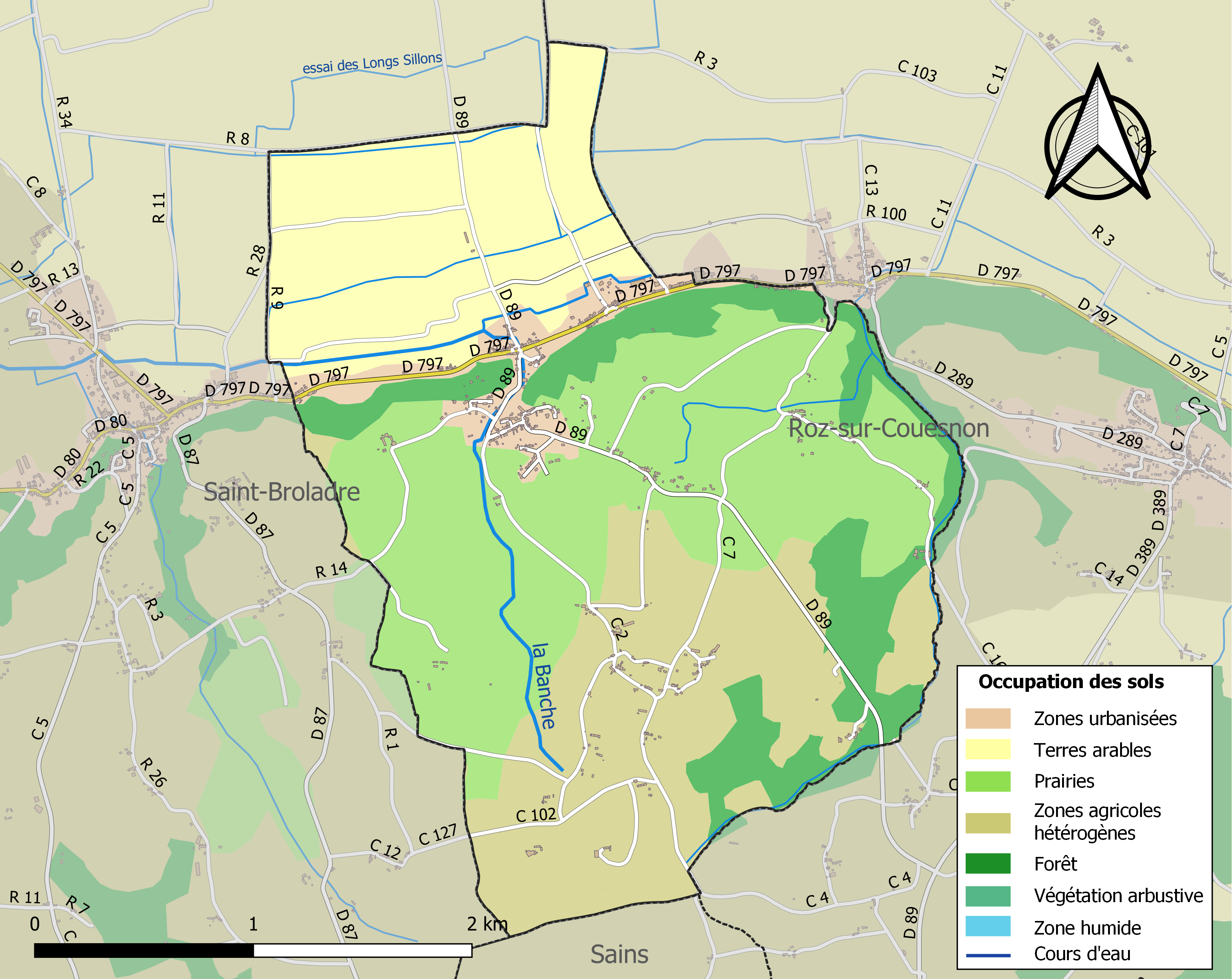
Carte des infrastructures et de l'occupation des sols de la commune en 2018 (CLC).

## Toponymie
Le nom de la commune est attesté sous les formes Monasterium Sancti Marchanni en 1237, Sanctus Marquanus au XIVe siècle, Saint Marquen en 1429, ecclesia de Sancto Marcano en 1516, Saint Marcan en 1592.
Saint-Marcan porte le nom d'un monastère fondé à cet endroit par saint Marcan, moine venu d'Irlande[réf. nécessaire].
Le gentilé est Marcanais.
Le nom de la localité en gallo a été retranscrite sous la forme Saint-Marcain.

## Histoire
La paroisse de Saint-Marcan faisait partie du doyenné de Dol relevant de l'évêché de Dol et était sous le vocable de saint Marcan.

## Politique et administration

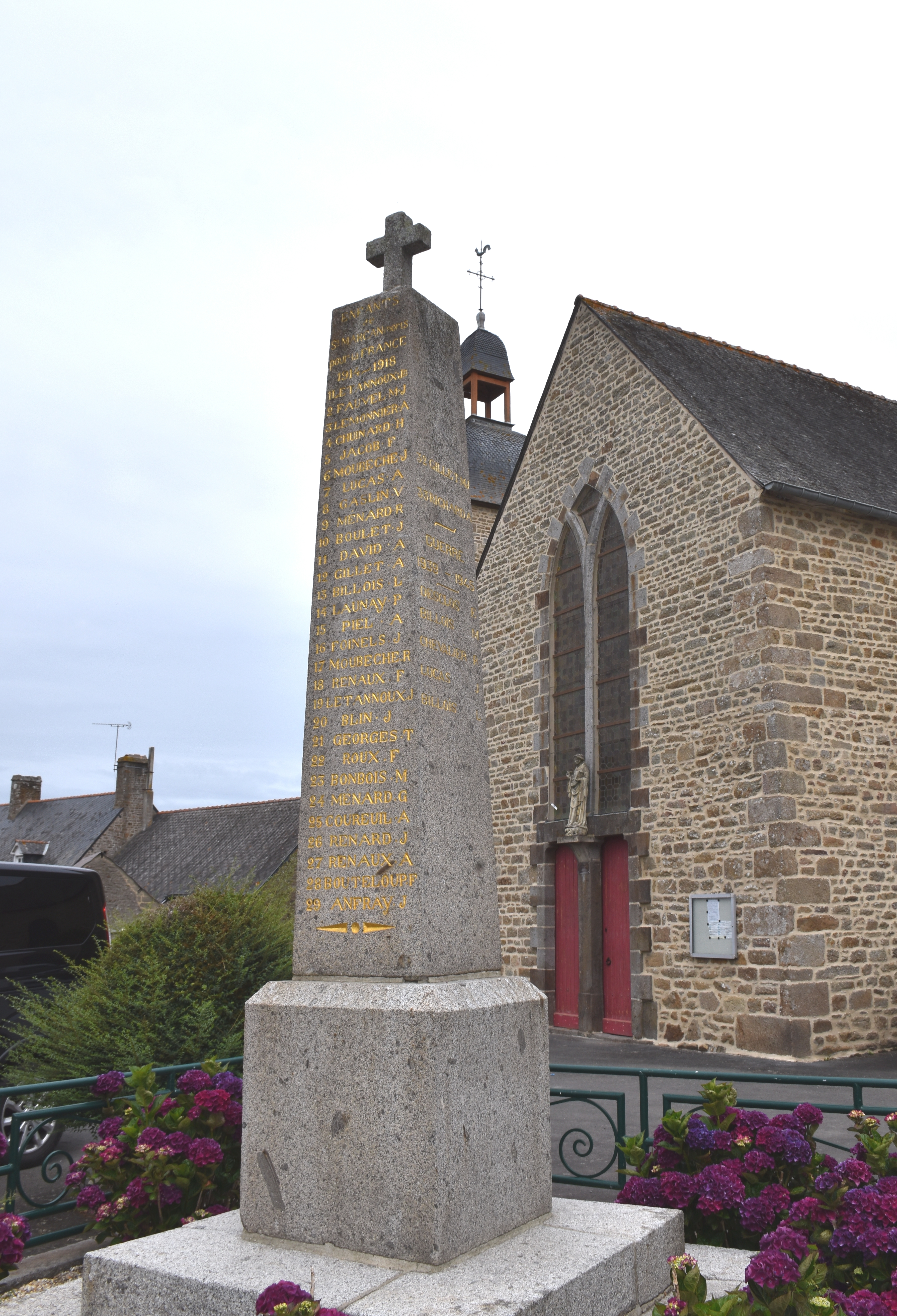
Le monument aux morts.

| Période                                  | Période   | Identité       | Étiquette | Qualité                                       |
| ---------------------------------------- | --------- | -------------- | --------- | --------------------------------------------- |
| 1947                                     | ...       | Émile Duchemin | Soc ind   |                                               |
| mars 1971                                | mars 2001 | Raoul Ménard   |           | Exploitant agricole retraité, maire honoraire |
| mars 2001                                | En cours  | Louis Leport   | DVD       | Agriculteur                                   |
| Les données manquantes sont à compléter. |           |                |           |                                               |

## Démographie
L'évolution du nombre d'habitants est connue à travers les recensements de la population effectués dans la commune depuis 1800. Pour les communes de moins de 10 000 habitants, une enquête de recensement portant sur toute la population est réalisée tous les cinq ans, les populations de référence des années intermédiaires étant quant à elles estimées par interpolation ou extrapolation. Pour la commune, le premier recensement exhaustif entrant dans le cadre du nouveau dispositif a été réalisé en 2004.
En 2022, la commune comptait 432 habitants, en évolution de −4 % par rapport à 2016 (Ille-et-Vilaine : +5,46 %, France hors Mayotte : +2,11 %).
| 1800 | 1806 | 1821 | 1831 | 1836 | 1841 | 1846 | 1851 | 1856 |
| ---- | ---- | ---- | ---- | ---- | ---- | ---- | ---- | ---- |
| 672  | 693  | 681  | 811  | 705  | 738  | 782  | 769  | 753  |

| 1861 | 1866 | 1872 | 1876 | 1881 | 1886 | 1891 | 1896 | 1901 |
| ---- | ---- | ---- | ---- | ---- | ---- | ---- | ---- | ---- |
| 747  | 772  | 776  | 820  | 871  | 882  | 884  | 851  | 807  |

| 1906 | 1911 | 1921 | 1926 | 1931 | 1936 | 1946 | 1954 | 1962 |
| ---- | ---- | ---- | ---- | ---- | ---- | ---- | ---- | ---- |
| 797  | 760  | 650  | 630  | 600  | 592  | 544  | 551  | 551  |

| 1968 | 1975 | 1982 | 1990 | 1999 | 2004 | 2006 | 2009 | 2014 |
| ---- | ---- | ---- | ---- | ---- | ---- | ---- | ---- | ---- |
| 544  | 453  | 398  | 401  | 380  | 408  | 414  | 455  | 457  |

| 2019 | 2022 | - | - | - | - | - | - | - |
| ---- | ---- | - | - | - | - | - | - | - |
| 437  | 432  | - | - | - | - | - | - | - |

## Lieux et monuments
Saint-Marcan possède :
- un menhir (pierre levée) dit La Roche Longue datant de la période néolithique.
- une croix Seigneur dite aussi croix de Saint-Marcan : une croix pattée en pierre, gravée de besants en creux, de l'époque médiévale. La date et la raison de son érection sont inconnues. Elle se dresse sur la route de Roz-sur-Couesnon.
- une tour de Chappe : récemment restaurée et ouverte au public, cette station construite en 1799[22] se trouvait sur la ligne télégraphique Paris-Brest (20 minutes pour passer un message d'une ville à l'autre)[22] et servit pendant environ cinquante ans. Elle est la seule tour de Chappe fonctionnelle en Bretagne[22]. L'ancienne maison du télégraphiste a été transformée en musée et présente l'histoire du télégraphe Chappe[22].

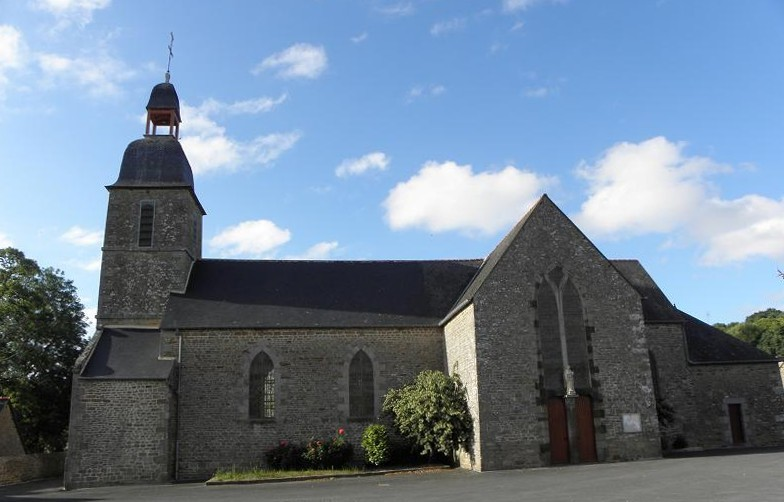
Église de Saint-Marcan.
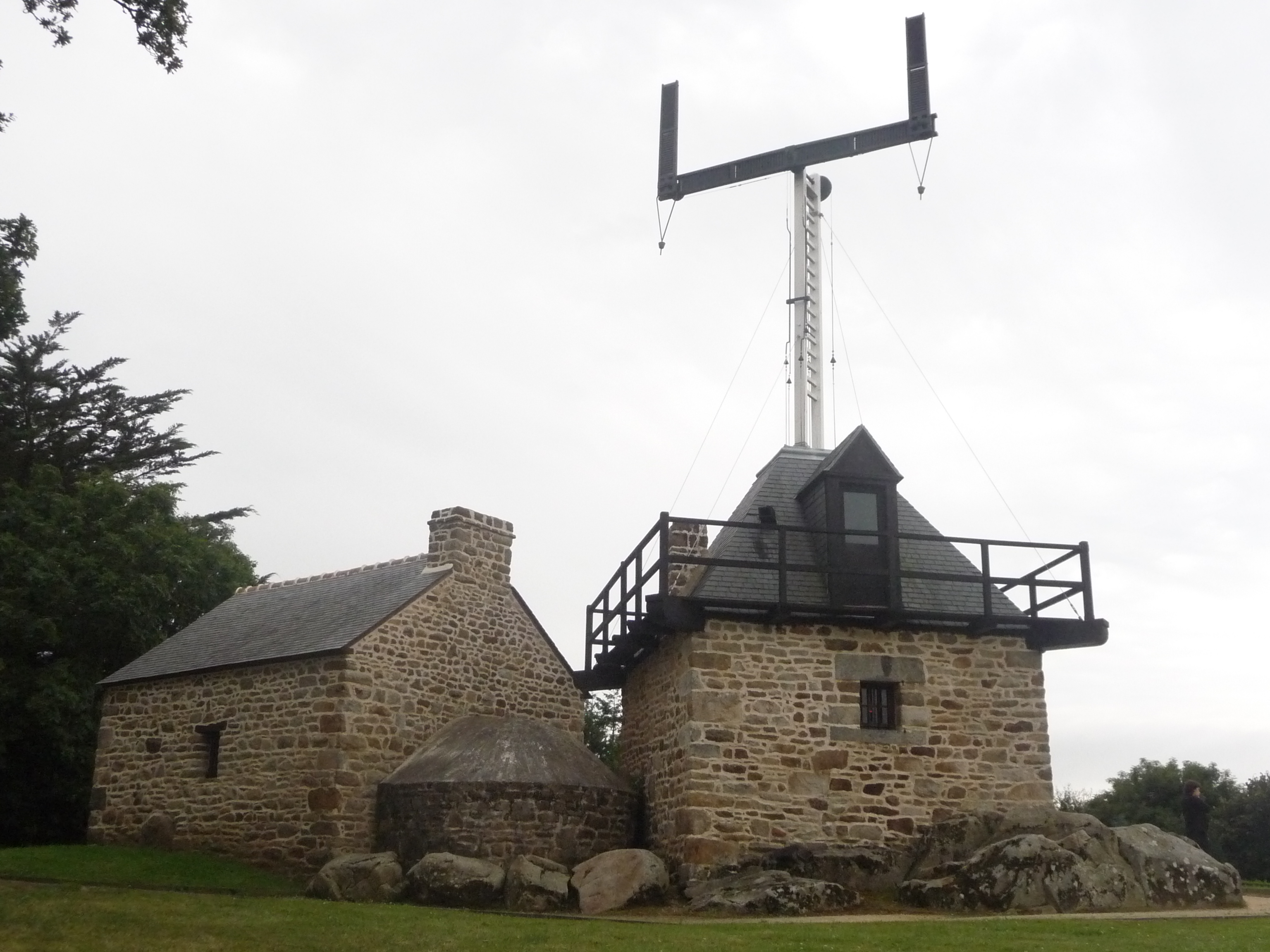
La tour de Chappe et la maison du télégraphiste attenante.
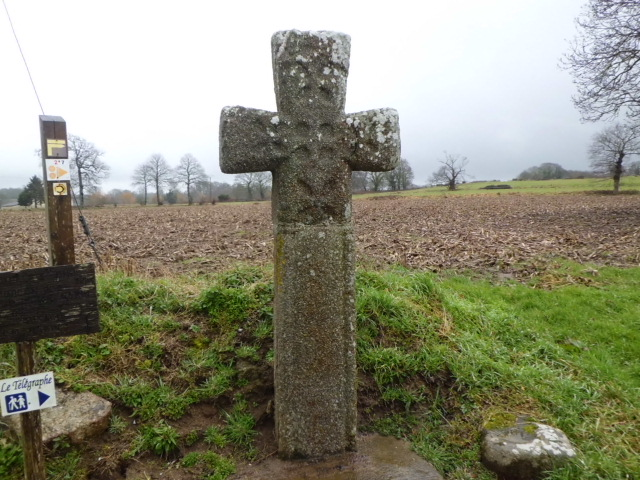
La croix de chemin médiévale de Saint-Marcan.
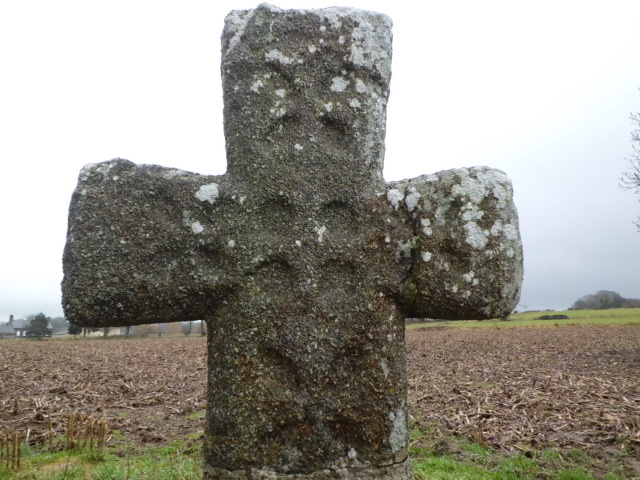
La croix de Saint-Marcan, détail.
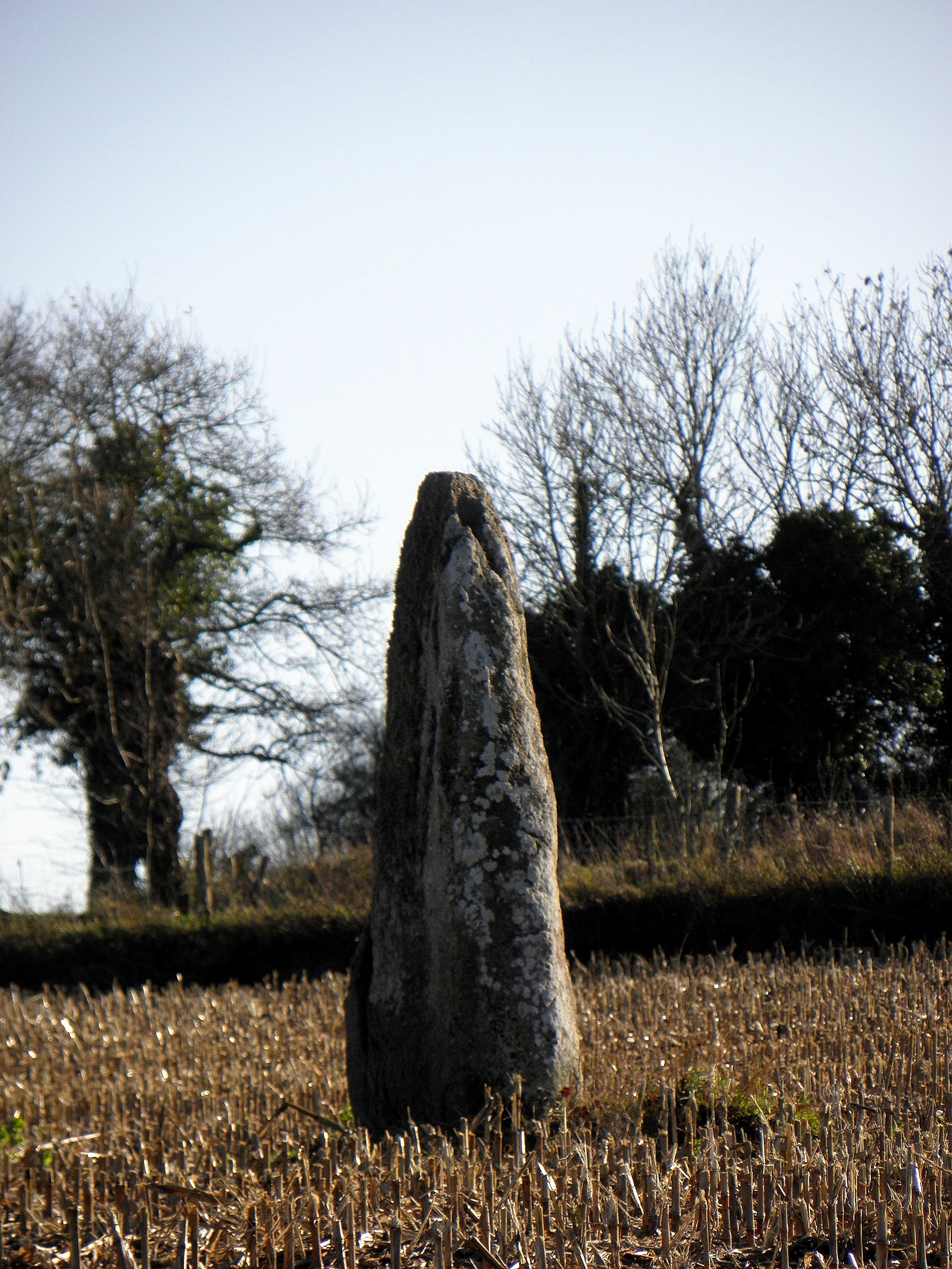
Menhir dit La Roche Longue.